# Gorgonidium intermedium
Gorgonidium intermedium là một loài thực vật có hoa trong họ Ráy (Araceae). Loài này được (Bogner) E.G.Gonç. mô tả khoa học đầu tiên năm 2003.